# Cobb Highway
Der Cobb Highway ist eine Staatsstraße im Westen des australischen Bundesstaates New South Wales. Er verbindet den Barrier Highway südlich von  Wilcannia mit dem Murray Valley Highway und dem Northern Highway in Moama / Echuca.

## Verlauf
Der Highway beginnt 20 km südlich der Kleinstadt Wilcannia am Darling River, wo er vom Barrier Highway (R32), der dort nach Osten abbiegt, nach Süd-Südosten abzweigt. Der Er setzt seinen Weg durch Ivanhoe fort und wendet sich nach Querung des Lachlan River nach Süden.
In Hay nimmt er den von Osten kommenden Mid-Western Highway (R24) auf und quert den Sturt Highway (N20) und den Murrumbidgee River. In Deniliquin nimmt der Cobb Highway den von Osten kommenden Riverina Highway (R58) auf, quert den Edward River und folgt diesem flussaufwärts nach Süden. In Moama erreicht er den Murray River und überquert ihn und damit die Grenze nach Victoria. Auf dem Südufer des Flusses trifft er in Echuca auf den Murray Valley Highway (B400) und den Northern Highway (B75) und endet.
Die Fernstraße verläuft im Norden durch die Halbwüste südlich des Darling River, dann durch offenes Weideland und schließlich, in der Riverina, durch Bauernland, auf dem Getreide angebaut wird.

## Geschichte
Der Cobb Highway wurde nach dem Betreiber mehrerer Postkutschenlinien in der zweiten Hälfte des 19. Jahrhunderts und den ersten Jahren des 20. Jahrhunderts, Cobb and Co., benannt. Er folgt dem Verlauf der alten Postkutschenroute durch die Riverina.
In den 1930er-Jahren wurde der heutige Cobb Highway als Teil der Staatsstraße 21 proklamiert, zu der auch die nördlich von Wilcannia liegenden Straßen nach White Cliffs, Tibooburra und Warri Gate an der Grenze zu Queensland zählten. Am 9. Februar 1945 wurden die Fernstraßen in diesem Gebiet nur nummeriert und der Cobb Highway in Erinnerung des ehemaligen Postkutschenlinienbetreibers geschaffen.
1954 erhielten der Cobb Highway in New South Wales und der Northern Highway in Victoria die Nummerierung Nationalstraße 75.
Im Mai 1969 entstand eine neue Brücke über den Edward River in Deniliquin als Ersatz für die alte Holzbrücke aus dem Jahre 1895. Im Juni 1973 wurde die alte Brücke über den Murrumbidgee River in Hay (Zugbrücke, Baujahr 1874) durch ein neues Exemplar ersetzt.

## The-Long-Paddock-Projekt
Der Cobb Highway ist Teil eines sehr wichtigen Netzes von Viehtriebrouten durch New South Wales. Auf dieser Highway konzentriert sich eine größere Tourismusinitiative namens The Long Paddock, das von den Local Government Areas entlang der Route, Murray Shire, Deniliquin Council, Conargo Shire, Hay Shire und Central Darling Shire entwickelt wurde. Das Projekt zielt darauf ab, die Gemeinden entlang des Cobb Highway durch eine dynamische Kulturerberoute zu unterstützen. Es nutzt das durchgängige Thema des Verkehrs, das geschichtliche Aspekte, genauso wie kreative Interpretation und den lokalen Umweltschutz umfasst, um die Gemeinden am Highway miteinander zu verbinden.

## Straßenzustand und Geschwindigkeitsbeschränkungen
Die ersten 50 km ab Wilcannia ist die zweispurige Straße asphaltiert. Von dort aus führt sie als unbefestigte Piste bis ca. 10 km nördlich von Ivanhoe. Ab da ist sie bis zu ihrem Ende in Echuca wieder asphaltiert.
Mit Ausnahme von drei kurzen Streckenabschnitten liegt die zulässige Höchstgeschwindigkeit bei 100 km/h. Auf einem Streckenabschnitt von Ivanhoe bis südlich von Mossgiel einem weiteren Stück von Booligal am Lachlan River bis nach Hay, und schließlich der Strecke von Hay bis 40 km nördlich von Deniliquin liegt die Geschwindigkeitsbeschränkung bei 110 km/h.
Der Cobb Highway ist eine der entlegensten und dürfte einer der am wenigsten befahrenen Fernstraßen in New South Wales sein.

## Wichtige Kreuzungen und Anschlüsse
| Cobb Highway |                                |                                |                                                                             |
| Anschlüsse Richtung Norden                                                                                              | Entfernung nach Wilcannia (km) | Entfernung nach Melbourne (km) | anschlüsse Richtung Süden                                                   |
| Crossroads (clockwise from highway) Barrier Highway nach Wilcannia und Broken Hill Barrier Highway nach Cobar und Dubbo |                                |                                |                                                                             |
| Ende Cobb Highway | 20                             | 793                            | Beginn Cobb Highway                                                         |
| Menindee Ivanhoe-Menindee Road                                                                                          | 178                            | 635                            | Menindee Ivanhoe-Menindee Road                                              |
| Ivanhoe | 182                            | 631                            | Ivanhoe                                                                     |
| Balranald Balranald Road                                                                                                | 182,5                          | 630,5                          | Balranald, Swan Hill Balranald Road                                         |
| Cobar Behring Street | 183                            | 630                            | Cobar Behring Street                                                        |
| EISENBAHNLINIE NACH BROKEN HILL                                                                                         | 185                            | 628                            | EISENBAHNLINIE NACH BROKEN HILL                                             |
| Hillston Mossgiel Trunk Road                                                                                            | 233                            | 580                            | Hillston, Griffith Mossgiel Trunk Road                                      |
| Hillston, Cobar, Bourke Lachlan Valley Way                                                                              | 315                            | 498                            | Hillston Lachlan Valley Way                                                 |
| weiter als | 392                            | 421                            | Goolgowi, West Wyalong, Bathurst, Sydney Mid-Western Highway                |
| Goolgowi, West Wyalong, Bathurst, Sydney Mid-Western Highway                                                            | 392                            | 421                            | weiter als                                                                  |
| Maude Cadell Street | 392,5                          | 421,5                          | Maude Cadell Street                                                         |
| Hay | 393                            | 420                            | Hay                                                                         |
| MURRUMBIDGEE RIVER | 394                            | 419                            | MURRUMBIDGEE RIVER                                                          |
| weiter als | 395                            | 418                            | Narrandera, Wagga Wagga, Sydney; Balranald, Mildura, Adelaide Sturt Highway |
| Balranald, Mildura, Adelaide; Narrandera, Wagga Wagga, Sydney Sturt Highway                                             | 395                            | 418                            | Ende continues as                                                           |
| Jerilderie Jerilderie Road                                                                                              | 402                            | 411                            | Jerilderie Jerilderie Road                                                  |
| Moulamein Moulamein Road                                                                                                | 499                            | 314                            | Moulamein Moulamein Road                                                    |
| Finley, Berrigan, Albury Riverina Highway                                                                               | 516                            | 297                            | Finley, Berrigan, Albury Riverina Highway                                   |
| Deniliquin | 517                            | 296                            | Deniliquin                                                                  |
| Barham, Kerang Deniliquin-Barham Road                                                                                   | 518                            | 295                            | Barham, Kerang Deniliquin-Barham Road                                       |
| Mathoura | 550                            | 263                            | Mathoura                                                                    |
| Barmah, Nathalia Barmah Road                                                                                            | 576                            | 237                            | Barmah, Nathalia Barmah Road                                                |
| Womboota Perricoota Road                                                                                                | 590                            | 223                            | Womboota Perricoota Road                                                    |
| Moama | 591                            | 222                            | Moama                                                                       |
| Beginn Cobb Highway vom Northern Highway                                                                                | 592                            | 221                            | Ende Cobb Highway                                                           |
| MURRAY RIVER | 592                            | 221                            | MURRAY RIVER                                                                |
| NEW SOUTH WALES STAATSGRENZE VICTORIA                                                                                   |                                |                                |                                                                             |
| | 592                            | 221                            | weiter als Northern Highway nach Echuca / Bendigo / Melbourne               |